# U-567
U-567 – niemiecki okręt podwodny (U-Boot) typu VII C z okresu II wojny światowej.

## Historia
Okręt wcielony do 3 flotylli celem zgrania załogi i treningu (udział w patrolu od 21 kwietnia 1941 do 1 sierpnia 1941 roku).
W okresie od 24 kwietnia 1941 roku do 14 października 1941 dowódcą okrętu był Theodor Fahr. W tym okresie okręt wziął udział w patrolu bojowym, który trwał od 1 sierpnia 1941 roku do 31 października 1941 roku, podczas którego zatopił brytyjski statek Fort Richepanse  o pojemności 3485 BRT.
Od dnia 15 października 1941 dowódcą okrętu został Engelbert Endrass. Pod jego dowództwem okręt wziął udział (od 1 listopada 1941) w patrolu bojowym, w składzie 7 flotylli okrętów podwodnych.
Podczas tego patrolu 21 grudnia 1941  roku okręt zatopił norweski statek Annavore o pojemności 3324 BRT.
U-567 został zatopiony 21 grudnia 1941 roku przez slup HMS „Depford” oraz korwetę HMS „Samphire” na północ od Azorów w czasie ataku na konwój HG 76.